# آریا آرام‌نژاد
آریا آرام نژاد (زادهٔ ۱۳۶۲ در بابل) خواننده، ترانه‌سرا، آهنگساز، فعال اجتماعی و منتقد سیاسی نظام جمهوری اسلامی ایران است که پس از حوادث عاشورای ۱۳۸۸ ترانه‌ای با عنوان علی برخیز ارائه کرد. وی چندی پس از انتشار این ترانه که با استقبال خوبی مواجه گردیده بود، توسط اداره اطلاعات بابل در ۲۶ بهمن ماه ۱۳۸۸ به اتهام اقدام علیه امنیت ملی دستگیر شد.

## بازداشت و زندان
او پس از اعتراضات مردم ایران به نتایج انتخابات ریاست جمهوری (۱۳۸۸) در بهمن ۱۳۸۸ به اتهام خواندن ترانه «علی برخیز» توسط نیروهای امنیتی و اطلاعاتی استان مازندران دستگیر شد و تمام این مدت را در بند انفرادی زندانهای متی‌کلا شهرستان بابل و بازداشتگاه وزارت اطلاعات شهرستان ساری سپری کرد.
آریا آرام نژاد در روز ۱۷ آبان ماه ۱۳۹۰، توسط مأموران وزارت اطلاعات استان مازندران بازداشت شد و پس از تحمل ۳۴ روز بازجوئی و انفرادی برای گذراندن ۶ ماه حبس تعزیری ابتدا به بند قرنطینه زندان متی‌کلا منتقل شد و سپس به بند سارقین منتقل شد. او سه شنبه، ۱۵ فروردین، ۱۳۹۱ آزاد شد اما در یک اقدام بی‌سابقه بار دیگر به جرم ارائه آثار هنری و با استناد به ماده ۵۰۰ قانون مجازات اسلامی به یک سال حبس تعزیری محکوم شد و برای سومین بار به زندان رفت

### دفاع در اولین دادگاه
آریا آرام نژاد در مجموع دفاعیات خود ضمن رد تمامی اتهامات وارده و غیرقابل قبول دانستن آنها از دادگاه تقاضای اعلام حکم برائت کرد.
آریا آرام نژاد در مصاحبه با روزنامه ال پایس می‌گوید :باید صدای زندانیان سیاسی را به گوش جهان برسانیم.

### واکنش‌ها
نهاد بین‌المللی فری‌میوز که مهم‌ترین نهاد پیگیر وضعیت هنرمندان عرصه موسیقی در سراسر جهان به‌شمار می‌آید، در اسفند ماه ۱۳۹۰ با راه انداختن کمپین و نوشتن نامه‌ای خطاب به علی خامنه‌ای، رهبر جمهوری اسلامی ایران؛ صادق لاریجانی، رئیس قوه قضائیه و محمود احمدی‌نژاد، رئیس‌جمهور ایران خواهان آزادی فوری و بدون قید و شرط آریا آرام‌نژاد، خواننده و ترانه‌سرای ایرانی شد.
رونوشت این نامه به اتحادیه اروپا، شورای حقوق بشر سازمان ملل متحد، سازمان‌های بین‌المللی، وزارت امور خارجه دانمارک، رسانه‌ها و سازمان‌های مختلف دانمارک و هم چنین به ۲۰۰۰ نفر از اشخاص حقیقی و حقوقی ارسال شد.
فرید رمضان، نویسنده بحرینی، راجر لوسی، خواننده و ترانه‌سرای آفریقای جنوبی، فرشته، هنرمند راک افغان، و رامی آسام، خواننده مصری که در جنبش التحریر مصر آهنگ "Irhal" را خوانده بود، از آریا آرام نژاد آهنگ ساز جوان ایرانی حمایت کردند و در پیام ویدئویی خود گفتند: «ما با آریا آرام نژاد ایستاده‌ایم».

## مهاجرت
آریا آرام نژاد در سال ۱۳۹۷ به کشور سوئد مهاجرت کرد. او پس از درخواست مکرر و ناموفق برای صدور مجوز آثارش، توسط بورس سازمان آیکورن، به عنوان هنرمند مهمان، به شهر استکهلم سوئد رفت. او در سوئد، آلبوم «برای لمس آزادی» را منتشر کرد.

## آثار
- دلم هواتو کرده (آبان ۱۳۸۶)[۱۹]
- ۱۰۰ سال دیگه (تیر ۱۳۸۹)
- جرقه‌های سایه کش (فروردین ۱۳۸۹)
- علی برخیز (بهمن ۱۳۸۸) در اعتراض به حوادث عاشورای ۱۳۸۸
- زیارت (آذر ۱۳۸۹)
- شاکیم ازت خدا
- ظهر عاشورا[۲۰]
- یه روز خوب (بهمن ۱۳۸۹) با ترانه ای از سورگون، محمد قربانی به مناسبت ۲۵ بهمن
- ترانه‌های تلخ (خرداد ۱۳۹۰)
- برای لمس آزادی (خرداد ۱۳۹۰) در اعتراض به کشته شدن هاله سحابی[۲۱]
- دلتنگی سروده‌ای برای میر حسین موسوی (تیر ۱۳۹۰)[۲۲]
- سال‌های بی تحویل (با ترانه‌ای از سیدمهدی موسوی)
- آلبوم «برای لمس آزادی»